# 1: Ја сам сама
1: Ја сам сам (тел. నేనొక్కడినే) је индијски акциони филм из 2014. године. Филмски деби модела Крити Санон.

## Улоге
| Глумац       | Улога                      |
| ------------ | -------------------------- |
| Махеш Бабу   | Гаутам                     |
| Крити Санон  | Самира                     |
| Ану Хасан    | Каљани, Гаутамна мајка     |
| Ананд        | Чандрашекар, Гаутамна отац |
| Кели Дорџи   | Антонио Росариус           |
| Прадип Рават | Стварни таксиста           |
| Сајаџи Шинде | инспектор Џон Бадшах       |